# Dentimargo suavis
Dentimargo suavis is een slakkensoort uit de familie van de Marginellidae. De wetenschappelijke naam van de soort is voor het eerst geldig gepubliceerd in 1859 door Souverbie.